# Tilapia joka
 Tilapia joka és una espècie de peix de la família dels cíclids i de l'ordre dels perciformes.

## Morfologia
Els mascles poden assolir els 9,6 cm de longitud total.

## Distribució geogràfica
Es troba a Àfrica: Sierra Leone i oest de Libèria.